# Gustaf Åkerhielm
Johan Gustaf Nils Samuel Åkerhielm af Margrethelund, född den 24 juni 1833 i Stockholm, död där den 2 april 1900, var en svensk friherre, godsägare och politiker som var statsminister 1889–1891. Han var också riksdagsman 1859–1866 och 1870–1900, finansminister 1874–1875 och utrikesminister 1889.
Politiskt var Åkerhielm protektionist. Han fick lämna statsministerposten 1891 efter ett yttrande som stört den känsliga relationen med Norge, eftersom det uppfattades som militärt hotfullt.

## Biografi

### Uppväxt och bakgrund
Gustaf Åkerhielm föddes i Klara i Stockholm som son till statsrådet Gustaf Fredrik Åkerhielm (1776–1853) och en tidigare dansk hovfröken, Elisabeth Sophia Anker (1804–1884), som var av norsk-dansk härkomst. Åkerhielm tillhörde den friherrliga ätten Åkerhielm af Margretelund.

### Utbildning
Åkerhielm blev student vid Uppsala universitet, vid 17 års ålder, 1850 och avlade 1852 kansliexamen och blev samma år extra ordinarie tjänsteman i Civildepartementets expedition.

## Militär och diplomatisk karriär

### Militär
Han hade 1851 också gått in på den militära banan som fanjunkare vid Livregementets dragonkår. 1854 utnämndes han till underlöjtnant vid samma förband och deltog detta år i franska kavalleriskolans övningar i Saumur. 1856 följde han med general Gustaf Adolf Fredrik Wilhelm von Essen som adjutant när denna reste till kejsar Alexander II:s kröning i Moskva.

### Diplomati
Efter sin hemkomst blev han förordnad till attaché vid svenska beskickningen i Paris och utnämndes 1857 till andre sekreterare
i Kabinettet för utrikes brevväxlingen, och lämnade då tjänsten vid sitt regemente, men kvarstod ytterligare tio år i armén.
Han stannade inom diplomatin till 1863 och var tillförordnad legationssekreterare i S:t Petersburg 1858–1859, medföljde 1859 den beskickning, som i Wien skulle tillkännage Carl XV:s tronbestigning. Han tjänstgjorde som legationssekreterare, en kortare tid i Wien på förordnande, och 1860–1863 i Köpenhamn.

## Politisk karriär

### Riksdagsman 1859–1874
Som riksdagsledamot av ridderskapet och adeln deltog Åkerhielm i två riksdagar, 1859–1860 och 1865–1866. Han röstade då med viss tvekan för det vilande representationsförslaget som ledde till representationsreformen. Av 1867 års riksdag, som var den första som tillkommit enligt den nya riksdagsordningen, valdes han till medlem av stadsrevisionen. Detta förtroendeuppdrag förnyades de påföljande riksdagarna, och 1871 var han till sist statsrevisionens ordförande.
1870 blev han ledamot av riksdagens andra kammare, från Södra Roslags domsagas valkrets, där hans släktgods Margretelund ligger; han hade köpt tillbaka detta gods 1864. Som riksdagsman arbetade han under den första riksdagen i lagutskottet, 1871 i konstitutionsutskottet och var 1873–1874 kammarens vice talman. Bland de beslut han bidrog till märks 1873 års myntkonvention och 1874 års så kallade Norrbottenslag till ungskogens fredande.

### Statsråd 1874–1875
På hösten 1874 inkallades Åkerhielm som statsråd och chef för finansdepartementet, men lämnade sin statsrådsbefattning redan i maj 1875. Detta berodde på hans uppfattning att det var olämpligt att lägga fram det då skisserade värnpliktsförslaget. Han drog sig istället tillbaka till Margretelund.

### Riksdagsman 1875–1893
1875 blev han ledamot i Första kammaren från Stockholms läns landsting, och satt där kontinuerligt till och med 1893
års riksdag. Han var ledamot av lagutskottet 1876–78, tillhörde 1877 även det särskilda utskottet och
bankoutskottet 1879–1889 och 1892–1893, från 1883 som ordförande. Dessutom var han 1876–1889 ordförande i riksgäldskontoret.
Hans riksdagsarbete kom att koncentreras på frågor som gällde bankväsendet och riksgälden. När tullstriden blev en viktigare politisk fråga anslöt han sig 1886 till protektionisterna, som var för skyddstullar. Han motiverande sin ståndpunkt med det svenska jordbrukets svåra läge och faran för ökad utlandsskuld.

### Statsminister 1889–1891
Åkherhielm blev i juni 1889 utrikesminister i friherre Gillis Bildt protektionistiska ministär för att i oktober bli Bildts efterträdare som statsminister.
Bland regeringen Åkerhielms insatser kan nämnas förbättringar inom försvarsområdet, påskyndande av byggandet av Norra stambanan, köpet av Gällivarebanan för statens räkning, genomförande av en hypoteksbanksreform, revidering av mellanrikslagen, antagande av en ny sjölag och lösning av väghållningsfrågan genom en kompromiss. Lagen om upplåtande av jordtorp och
byggnadsunderstöd åt nyodlare på kronans skogsmarker i Norrbottens län syftare till en större inflyttning till detta län.

### Avgång som statsminister
I juli 1891 fick Åkerhielm lämna statsministerposten på grund av ett yttrande han gjort vid ett möte i riksdagen 3 maj 1891, som ansågs skada relationen med Norge, som Sverige då var i union med. Uttalandet gjordes i samband med ett enskilt möte med riksdagsmän i Första kammaren, där man förhandlade om ett förslag om att utöka de värnpliktigas tjänstgöringstid till 90 dagar. Åkerhielm förordade förslaget och bland hans argument fanns ett yttrande vars exakta ordalydelsen är oklar, men som återgivits dels som att Sverige då skulle kunna "tala svenska med norrmännen" alternativt "tala svenska både mot öster och väster".
Yttrandet kom ut i pressen och väckte stor uppmärksamhet i såväl Sverige som Norge. Sannolikt var det inte särskilt allvarligt menat som ett hot mot Norge, eftersom Åkerhielm hade rykte om sig att vara impulsiv till naturen och ofta formulerade sig oövervägt. Efter att yttrandet kritiserats intygade 34 ledamöter av Första kammaren 11 maj offentligt att Åkerhielms yttrande inte kunde ges en hotfull innebörd och Åkherhielm själv dementerade inför den norska allmänheten.
Hans uttalande kom dock att användas i den politiska debatten i Sverige (av bland annat hans frihandelsvänliga politiska motståndare) för att göra hans ställning omöjlig, och i Norge för att vid stortingsvalen ytterligare öka opinionen mot unionen med Sverige. Eftersom relationen med Norge var känslig, ansåg sig Åkerhielm tvingad att lämna statsministerposten och regeringen 10 juli 1891. Dock förblev regeringen protektionistisk, nu under godsägaren Erik Gustaf Boström som statsminister.

## Efter statsministertiden
Vid de allmänna valen 1893 blev han invald i Riksdagens andra kammare från Södra Roslags domsagas valkrets. Han var 1895 ordförande i första särskilda utskottet, men lämnade samma år andra kammaren eftersom han av Stockholms läns landsting blivit vald till ledamot av första kammaren. 1896–1899 satt han i konstitutionsutskottet, där han var ordförande 1888–1889. 1890 var han ledamot av talmanskonferensen. Han dog i Stockholm under pågående riksdag 2 april 1900.

## Andra uppdrag
Bland de många förtroendeuppdrag som Åkerhielm hade i övrigt kan nämnas ordförandeskapet i sågverksägarnas garantiförening och i styrelsen över Allmänna hypoteksbanken. Vid kungliga hovet blev han 1876 överstekammarjunkare.
1875 invaldes han som hedersledamot av Konstakademien och 1880 som ledamot av Lantbruksakademien. 1888 blev han riddare av Serafimerorden.

## Den privata sfären

### Familj
Åkerhielm var från 1860 gift med grevinnan Ebba Aurora Ulrika Gyldenstolpe. I äktenskapet föddes tre barn.

### Död

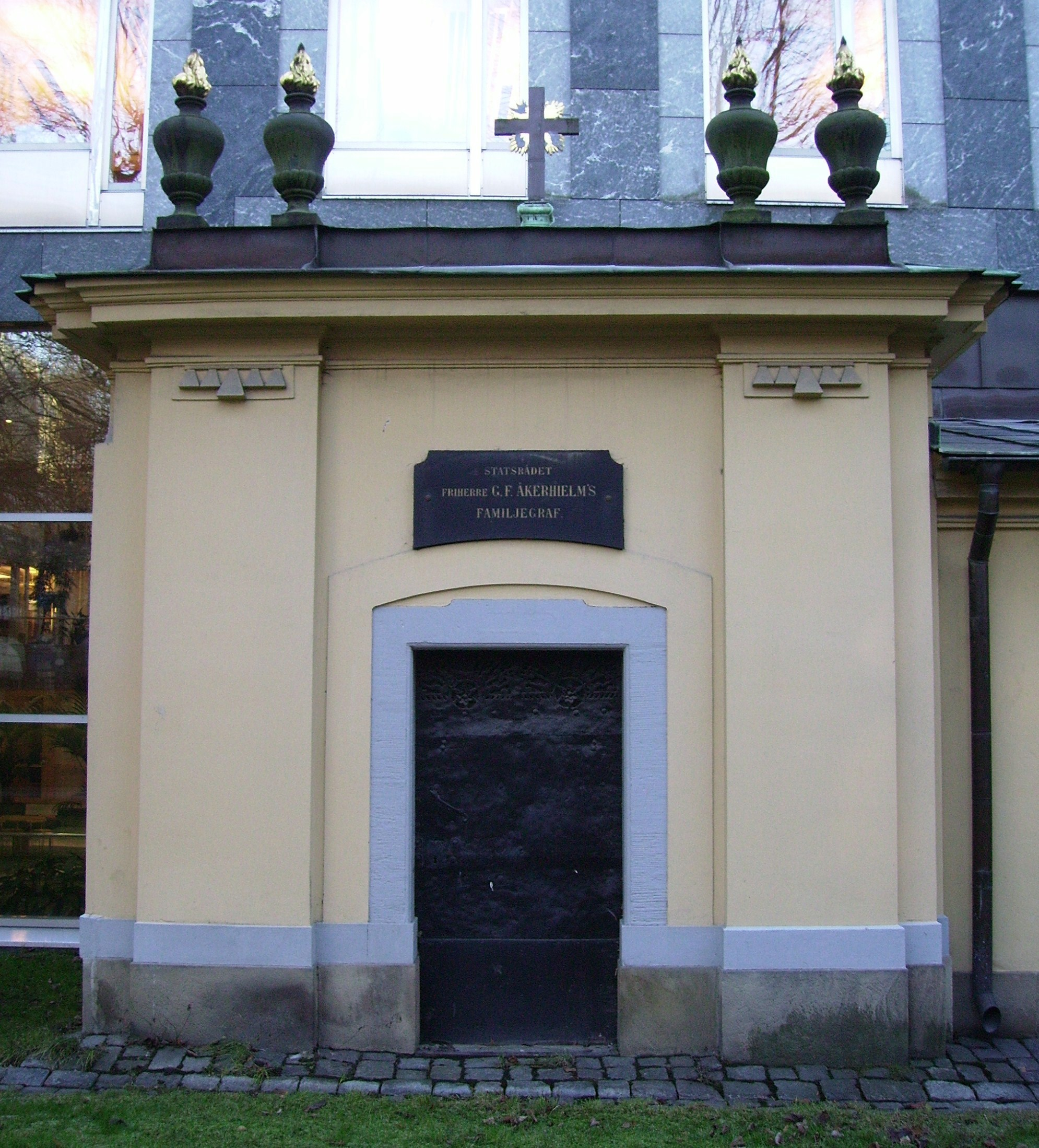
Gustaf Åkerhielm och hans hustru grevinnan Ebba Åkerhielm är båda begravda i det Åkerhielmska gravkoret på Klara kyrkas kyrkogård.

Gustaf Åkerhielm avled den 2 april 1900 och är begravd i det Åkerhielmska gravkoret, jämte sin hustru Ebba, på Klara kyrkogård i Stockholm.

### Ulvsundagodset

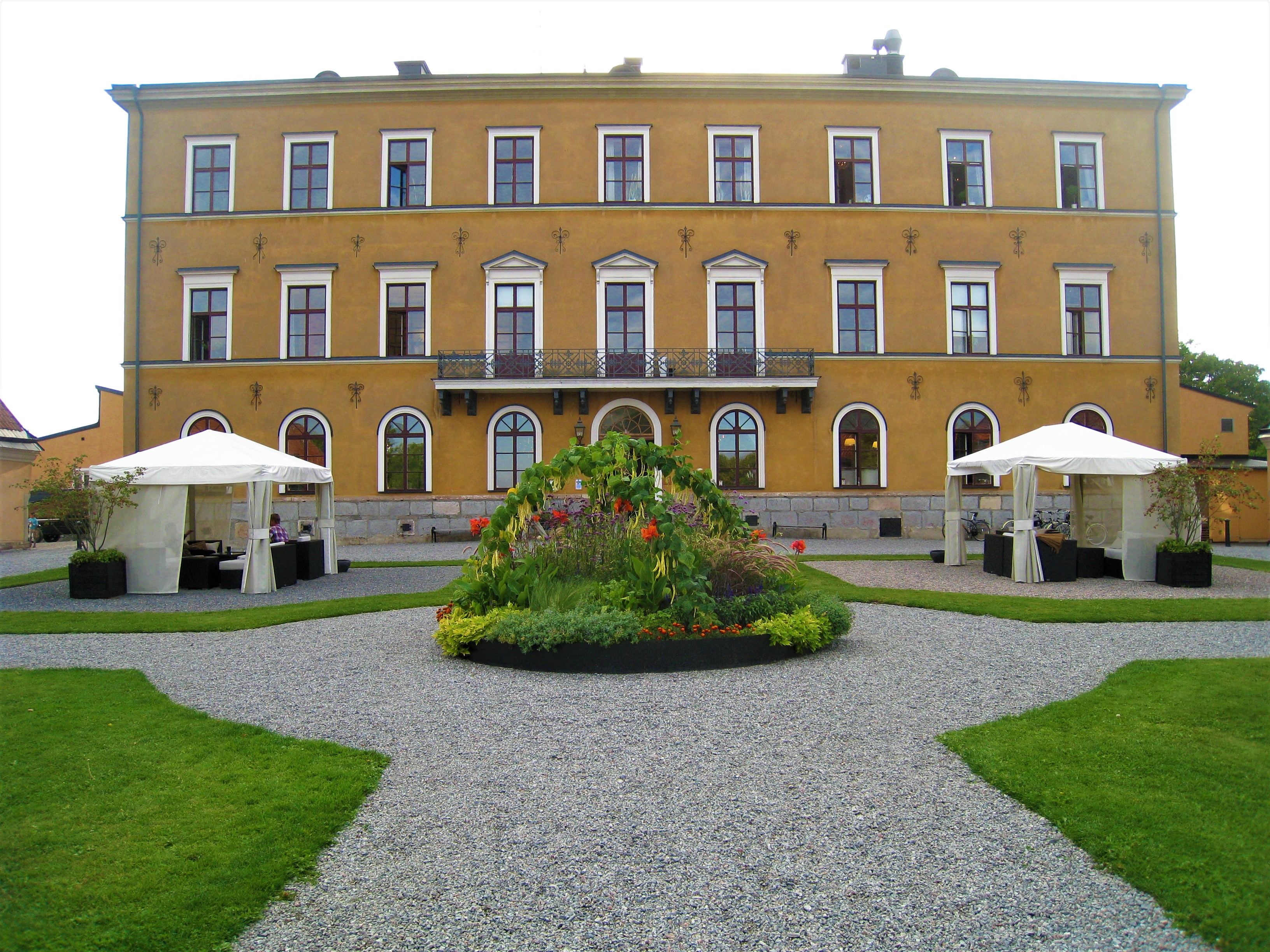
Ulvsunda slott på 2010-talet. Byggnaden uppfördes 1644–1647 av fältmarskalken Lennart Torstenson på egendomen vid Ulvsunda.

Åkerhielmarna var de sista adliga ägarna av Ulvsunda slott i Bromma. Fadern köpte Ulvsundagodset 1843 för 133 333 riksdaler. Efter hans död 1853 ärvdes godset av sonen Gustaf Åkerhielm, som då var tio år gammal. Han blev sedan ägare av Ulvsundagodset till sin död år 1900. Sedan stod slottet obebott några år och Åkerhielmska sterbhuset förvaltade godset i några år innan det såldes 1902. Då omfattade Ulvsundagodset större delen av östra Bromma.
Släkten Åkerhielms slott Margretelund, där han också vistades, ligger utanför Åkersberga i Österåkers kommun.

## Utmärkelser

### Svenska utmärkelser
- Riddare och kommendör av Kungl. Maj:ts Orden (Serafimerorden), 1 december 1888.[4]
- Konung Oscar II:s jubileumsminnestecken, 1897.[4]
- Kommendör med stora korset av Nordstjärneorden, 19 mars 1880.[4]
- Kommendör av första klassen av Nordstjärneorden, 1 december 1874.[4]
- Riddare av Nordstjärneorden, 14 maj 1873.[4]
- Kommendör med stora korset av Vasaorden, 12 januari 1885.[4]

### Utländska utmärkelser
- Storkorset av Badiska Zähringer Löwenorden, 19 mars 1881.[4]
- Riddare av Danska Dannebrogorden, 19 juli 1862.[4]
- Storkorset av Norska Sankt Olavs orden, 11 april 1889.[4]
- Riddare av tredje klassen av Ryska Sankt Stanislausorden, 1856.[4]
- Riddare av tredje klassen av Österrikisk-ungerska Järnkroneorden, juli 1859.[4]